# خنگ و خنگ‌تر (مجموعه تلویزیونی)
خنگ و خنگ‌تر (به انگلیسی: Dumb and Dumber) یک سریال تلویزیونی کمدی آمریکایی در سبک پویانمایی تولید کمپانی هانا باربرا که بر اساس فیلم کمدی به همین نام در سال ۱۹۹۴ ساخته شده‌است. این مجموعه انیمیشن برای اولین بار در سال ۱۹۹۵ از شبکه ای‌بی‌سی پخش شد.
مت فروئر صدای لوید کریسمس (شخصیت جیم کری در فیلم) را برعهده داشت، در حالی که بیل فیجرباک صداپیشگی شخصیت هری دان (شخصیت جف دانیلز در فیلم) را بر عهده داشت. این مجموعه انیمیشن توسط بنت یلین، یکی از نویسندگان فیلم اصلی نوشته شده‌است. این سریال پس از یک فصل لغو شد.
خنگ و خنگ‌تر یکی از سه سریال انیمیشنی بر اساس فیلم‌های جیم کری بود که در همان سال به نمایش درآمد. بقیه سریال‌های ایس ونچورا: کارآگاه حیوانات (۱۹۹۵–۲۰۰۰) و ماسک (پویانمایی) (۱۹۹۵–۱۹۹۷) هستند.

## داستان
این انیمیشن حول محور ماجراهای ناگوار لوید و هری پس از به دست آوردن مجدد اتومبیل ون آنها که اکنون «اتو» نام دارد، می‌چرخد. همچنین دارای شخصیت جدیدی به نام کیتی است، یک سگ بیش از حد بنفش خانگی که به نظر از هر دو مرد باهوش‌تر است.